# Caresanablot
Caresanablot là một đô thị ở tỉnh Vercelli trong vùng Piedmont thuộc Ý, có cự ly khoảng 60 km về phía đông bắc của Torino và khoảng 5 km về phía tây bắc của Vercelli. Tại thời điểm ngày 31 tháng 12 năm 2004, đô thị này có dân số 1.057 người và diện tích là 11,1 km².
Caresanablot giáp các đô thị: Olcenengo, Oldenico, Quinto Vercellese, Vercelli, và Villata.